# 大宮敏充
大宮 敏充（おおみや としみつ、1913年4月13日 - 1976年12月23日）は昭和時代に浅草を中心に活躍したコメディアンである。本名は恒川 登志夫（つねかわ としお）。
「大宮デン助」はあるいは単に「デン助」という愛称で広く知られている人物。彼が演じるキャラクター「デン助」は、戦後浅草喜劇界やテレビで一世を風靡した。脚本を執筆する際のペンネームは「言問 三平」。

## 略歴
東京府東京市浅草区（現：東京都台東区浅草）生まれ。旧制第二東京市立中学校※五年制（現：東京都立上野高等学校）を3年で中退後、当時のスター歌手・田谷力三に憧れ芸能界入り。実家からは勘当され独力でタップダンスを習得、これを糧にする。1939年、26歳にて大宮登志夫の芸名で一座を結成。各地で巡業を始める。浅草国際通りの裏手に実在した経師の木村伝助をヒントに、彼をフィーチャリングしたデン助を主人公とした『デンとショー』を考案。メリヤスシャツ、腹巻き、背広、ハゲ頭をゆらゆらゆらしぐるっとした大きな目玉、青い口ひげをはやし草履ばきが特徴なデン助に扮してタイムリーな話題にして風刺の効いたコントやショーを行い決まり文句でもある「オレにデンとまかせておけ」と共に大流行した。この頃は大宮敏光という芸名であったが人々からは「大宮デン助」という愛称で呼ばれるようになっていた（最終的な芸名である大宮敏充に改名したのは、1961年である）。
1942年に地元浅草にて公演を開始。河合キネマという小さい映画館に出演して人気を得る。評判を聞きつけた吉本興業（東京吉本）から声がかかり、吉本の東京の劇場に出演するようになった。しかし当時の吉本は浅草だけでなく、渋谷や横浜にも劇場を持っていたため、そちらにも出演しなければならず、浅草にじっと落ち着けないのが悩みだったという。そうした中、1944年に松竹に招かれ、浅草で新設の松竹演芸場に出演するようになる。しかし出演5日目に召集令状が来て出征。東京から小樽に向かい、そこから千島列島のホロムシロ島に送られる予定だったが、その時の部隊副官が奇しくも吉本興業の支配人だったことで戦場に送られずにすみ、小樽の物品販売所に回された。そのとき乗るはずだったホロムシロ島へ向かう船は、島へ着く直前に魚雷を被弾し、乗員1500人全員が死亡したという。
戦後復員。1946年に「デン助劇団」を結成。浅草松竹演芸場を拠点に自ら演出・脚本・主演（役名は木村デン助）をこなすなど、浅草演芸界の代表的な存在にまで登りつめた。この松竹演芸場での活躍は1973年の劇団解散まで続き、浅草演芸界の華であった。また、NET（現：テレビ朝日）で放映されていた『デン助劇場』は1959年4月11日から開始され好評を博し1972年3月25日まで続いた。番組では「デン助人形」がプレゼントされていた。萩本欽一は高校時代に弟子になろうとしたがデン助に「高校を卒業してから来なさい」と諭され、高校卒業の日にデン助の元へ急ごうと胸を踊らせていたが、たまたま会った東洋劇場の支配人にネガティブな事ばかり言われて気持ちが挫け断念した。もしそのまま行ってたら「2代目を継いでコント55号は誕生してなかったかもしれない」と回想している。
劇団解散後、晩年はテレビで俳優などをこなしていたが持病の糖尿病が悪化して1975年11月に入院し、1976年に脳卒中と肺炎のため死去。63歳没。
子の恒川晃は、北海道上川郡当麻町のでんすけすいかの名前を許可している。

## 主な出演作

### 映画
- 体当り殺人狂時代（1957年）新東宝／監督：斎藤寅次郎
- デン助の陽気な靴みがき（1958年）東映／監督：伊賀山正光
- 泣き笑い!日本晴れ（1958年）松竹／監督：穂積利昌
- デン助の陽気な拳斗王（1958年）東映／監督：伊賀山正光
- デン助の小学一年生（1958年）松竹／監督：尾崎甫
- デン助のワンタン親父とシューマイ娘（1959年）東宝／監督：板谷紀之
- デン助のやりくり親父（1959年）東宝／監督：板谷紀之
- 誰よりも金を愛す（1961年）新東宝／監督：斎藤寅次郎
- 私は嘘を申しません（1961年）新東宝／監督：斎藤寅次郎
- 宝石泥棒（1962年）大映／監督：井上梅次
- 続・てなもんや三度笠（1963年）東映／監督：内出好吉
- 股旅（1973年）崑プロ=ATG／監督：市川崑
- ダメおやじ（1973年）松竹／監督：野村芳太郎
- 若い貴族たち 13階段のマキ（1975年）東映／監督：内藤誠

### テレビドラマ
- デン助のお巡りさん（1959年）
- 赤ひげ（1972年、NHK総合）
- 追跡（1973年、関西テレビ）
- ぶらり信兵衛 道場破り（1973 - 1974年、フジテレビ 東映）
- 俺たちの旅（1975年、日本テレビ）
- 寺内貫太郎一家2 第22話（1975年：TBS） - 犬塚修吉
- 荒野の用心棒 第20話「城攻め 必殺を狙って…」（1973年、NET / 三船プロ） - 庄屋作兵衛

## 関連作品
- なぎら健壱「四月十日の詩（デンスケ劇団に捧げる唄）デンスケ劇団最後の日を歌った楽曲